# Belintersat 1
O Belintersat 1, também conhecido por Chinasat 15 (ZX-15), (anteriormente denominado de Belarus Sat 1) é um satélite de comunicação geoestacionário bielorrusso construído pela Academia Chinesa de Tecnologia Espacial (CAST) que está localizado na posição orbital de 51,5 graus de longitude leste e é operado pela Belintersat. O satélite é baseado na plataforma DFH-4 Bus e sua expectativa de vida útil é de 15 anos.

## História
A Bielorrússia contratou a CAST em setembro de 2011 para fabricar e lançar um satélite de comunicações. O satélite chamado Belintersat 1 (anteriormente designado como Belarus Sat 1). A Thales Alenia Space foi o fornecedor da carga útil de comunicação do Belintersat 1.
Alguns dos transponders foram vendidos para a China Satcom e são comercializados sob a designação ZX-15 ou Chinasat 15.

## Lançamento
O satélite foi lançado com sucesso ao espaço no dia 15 de janeiro de 2016, às 16:57 UTC, por meio de um veículo Longa Marcha 3B/G2, a partir do Centro Espacial de Xichang, na China. Ele tinha uma massa de lançamento de 5.223 kg.

## Capacidade e cobertura
O Belintersat 1 está equipado com 20 transponders em banda C e 18 em banda Ku para fornecer uma ampla gama de serviços de telecomunicações para a Europa, África e Ásia.